# Jean Doujat
Jean Doujat (né en 1609 à Toulouse - mort le 27 octobre 1688 à Paris) est un avocat, jurisconsulte, professeur de droit canon au Collège royal, docteur-régent à la faculté de droit de Paris et historien français, qui est l'historiographe de Louis XIV.

## Biographie
Jean Doujat appartient à la Famille Doujat de la noblesse de robe (Paris et Toulouse).
Il est avocat au parlement de Toulouse en 1637, puis au parlement de Paris en 1639. Il est membre de l'Académie des Jeux floraux de Toulouse, puis de l'Académie française en 1650. Il devient professeur de droit canonique au Collège de France en 1651, puis docteur régent en droit canon et civil à la faculté de droit en 1655 et historiographe de France.

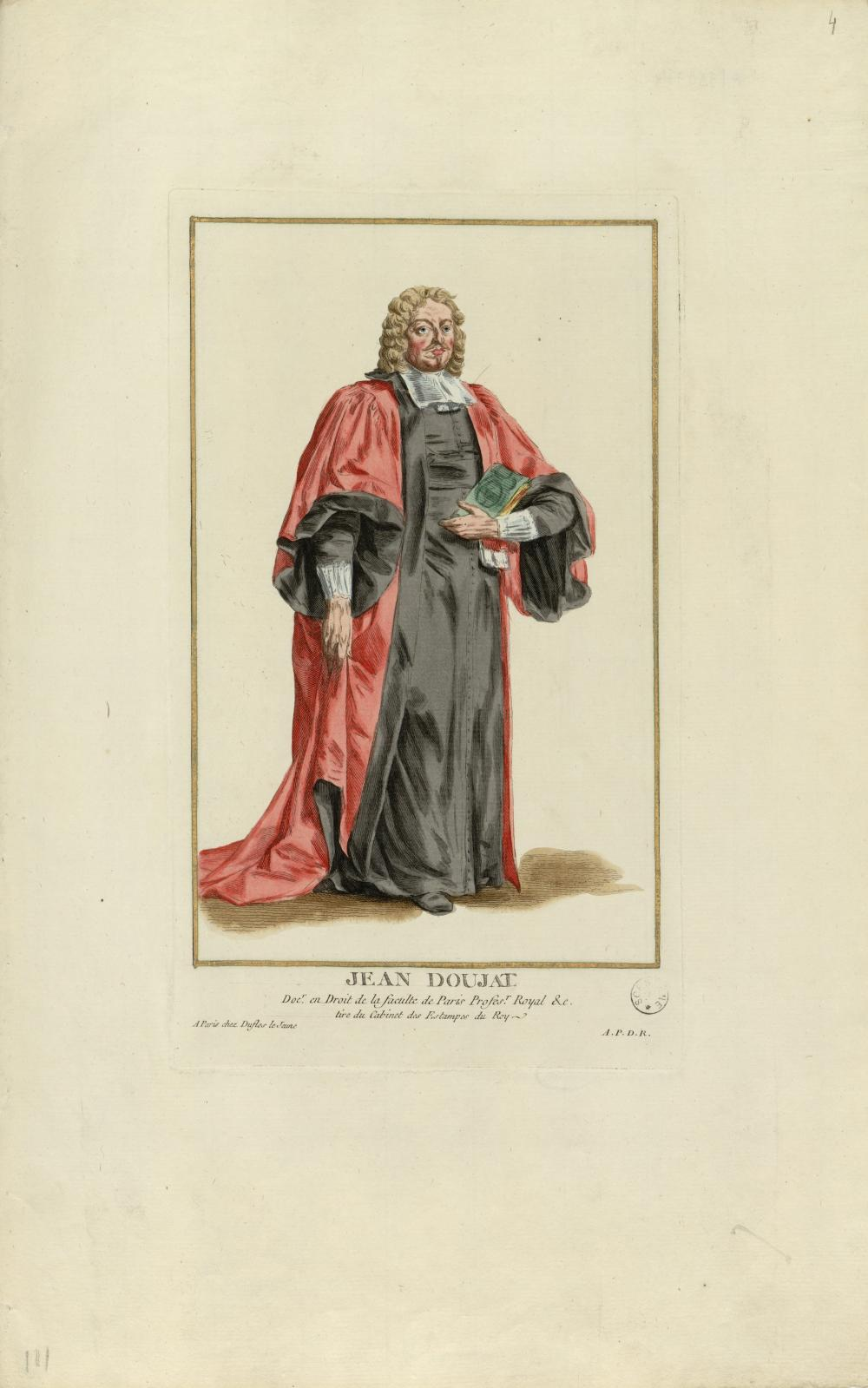
Jean Doujat, docteur en droit de la faculté de Paris, professeur royal, etc., tiré du cabinet des estampes du Roi (Bibliothèque de la Sorbonne, NuBIS).

Son œuvre est abondante et variée. Il a écrit en français, en latin et en occitan ; il aurait su aussi plusieurs autres langues, dont l'hébreu, le turc et le slavon. Sa première publication est un Dictionnaire de la langue toulousaine, paru en 1638 et toujours consulté aujourd'hui. Il publie ensuite une Grammaire espagnole abrégée, puis des traductions d'auteurs latins, entre autres de Velleius Paterculus et de Tite-Live. Il a fait paraître également un traité sur le mariage chrétien, une méthode d'apprentissage des langues, des chronologies, une histoire du droit canonique, une histoire du droit civil romain, un traité de droit ecclésiastique français, un catalogue de registres ecclésiastiques. Voltaire a dit de lui qu'« il faisait tous les ans un enfant à sa femme, et un livre. »
Jean Doujat a enseigné aussi l'histoire et la mythologie aux enfants de Louis XIV. On trouve un aperçu de son enseignement dans ses Éloges des personnes illustres de l'Ancien Testament, où chacun de ces cinquante personnages bibliques qu'il a sélectionnés est présenté sous la forme d'un petit poème illustré d'une vignette.
Mlle de Montpensier raconte dans ses Mémoires qu'il manqua être assassiné lors du massacre de l'Hôtel de ville, le 4 juillet 1652 :
« Le sieur Doujat, conseiller de la grand'chambre, qui cheminoit avec ledit sieur Legras, fut enlevé dans une maison tout joignant, et là promit dix louis d'or si ceux qui le tenoient le rendoient sain et sauf chez soi ; ce qui fut fait. Le sieur Legrand, fils unique d'un procureur de la chambre des comptes, fort riche, avocat au parlement et bailli de Saint-Victor, fut tué, se retirant de la rue de la Tisseranderie où il étoit, en son logis, rue Barre-du-Bec. » »

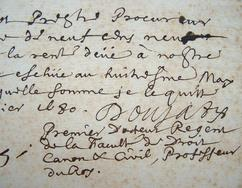
Lettre autographe de l'académicien Jean Doujat (25 janvier 1680).

Dans le cadre de ses fonctions de docteur régent de la Faculté de droit, Jean Doujat devait souvent s'acquitter de tâches administratives. Ainsi, dans un document autographe du 25 janvier 1680 (voir l'illustration ci-contre), qui a été conservé, il délivre un reçu pour les sommes qu'il a perçues du Collège de France pour le compte de la Faculté de droit :
« J'ay receu de Monsieur Poulet prestre procureur du Collège du trésorier la somme de neuf cens neuf livres un sol pour les arrérages de la rente deüe à nostre Faculté par ledit collège [...]  »
Et il signe : « Doujat, premier docteur régent de la Faculté de droit canon & civil, professeur du Roy ».
En 1664, après la mort de l'archevêque de Paris Pierre de Marca, il lui rend hommage en publiant un court texte (26 pages) : « De illustrissimi ac reverendissimi in Christo patris Petri de Marca, archiepiscopi Parisiensis, moribus et rebus gestis oratio [...] habita in auditorio iuris ineunte anno scholastico 1663 ».
Dans son discours de réception à l'Académie française, le jeudi 18 mars 1999, l'éminent juriste qu'était le doyen Georges Vedel rendit hommage à son collègue, qui le précéda sur les bancs de l'Académie :
« Selon un savant historien du droit, le premier professeur de droit qui appartint à l’Académie fut Jean Doujat, mon compatriote du Languedoc. Son élection en 1650 au trente-huitième fauteuil dut quelque chose à la bienveillance du Cardinal de Richelieu. J’aimerais que son protecteur fût Armand du Plessis. Mais celui-ci était mort depuis huit ans. Son frère aîné Alphonse, « le cardinal de Lyon », plus doué semble-t-il pour l’immortalité, veillait peut-être sur l’institution chère à son cadet. Jean Doujat avait pour lui, il est vrai, mieux que des recommandations. Homme de lettres et orateur réputé, il conquit sa place à la Faculté de droit de Paris et au collège du Roi. »

## Hommage
En 1974, la ville de Toulouse a rebaptisé "le Chemin des Courses" en "rue Jean Doujat" ,. Elle a aussi donné le nom de "Place Jean Doujat" a une impasse qui donne sur la rue Jean Doujat.
Au siècle précédent, la "rue Léon Soulié" à Toulouse aurait porté le nom de "rue Doujat" (entre 1865 et 1878).

## Ecrits
- Le Ramelet moundi de tres flouretos o las gentilessos de tres Boutados del Sr Goudelin. Et le tout se courouno d'un noubel Dictiounari per intelligenço des mouts plus escartats de la lengo francezo, Jean Boude, Toulouse, 1638 [12]
- Histoire du droit canonique avec l'explication des lieux qui ont donné le nom aux Conciles, ou le surnom aux auteurs ecclesiastiques, Paris, 1680 [13].
- Las obros de Pierre Goudelin, augmentados de forço péssos, é le Dictiounari sus la lengo moundino. Ount es mes per ajustie sa bido, Remarquos de l'antiquitat de la lengo de Toulouso, le Trinfle moundi, soun oumbro; d'amb'un manadet de vérses de Gautié, é d'autres poüétos de Toulouso, Guillaume et Jean Pech, 1694, Toulouse [14]. Réédité en 1774 [15] et en 1811 [16].